# Erik Nord
Erik Nord, född 1961, är en svensk polis och chef för utredningsenheten i polisregion Väst.
2014 utsågs till polisområdeschef för polisområdet Göteborg inom Polisregion Väst, en roll han innehade fram till 2023. Innan dess vara han operativ chef vid Polismyndigheten Västra Götaland. Erik Nord avlade polisexamen 1982.
Erik Nord är uppväxt på Hisingen och i Brottkärr i södra Göteborg. År 2016 utsågs han av tidningen Göteborgs-Posten till Göteborgs mäktigaste person.
I oktober 2020 intervjuades Nord av brittiska kvällstidningen Daily Mail om situationen med bland annat klankriminalitet i Sverige.
Erik Nord har återkommande medverkat i Sverigedemokraternas TV-kanal Riks, något han har kritiserats för.
I november 2020 bombhotades polisen i Göteborg och Erik Nord blev i samband med detta allvarligt mordhotad, genom att ha hotats med att bli styckmördad. Den misstänkte för dessa hot blev dömd till 6 månaders fängelse för olaga hot mot Erik Nord och polishuset Stampgatan/Skånegatan i Göteborg.